# 年齢差別
年齢差別 (ねんれいさべつ、英: ageism) とは、年齢の高低を理由に行われる様々な差別（年齢制限等）の総称である。不合理な差別は禁止されており、年齢で異なる取扱いをする際には、正当な理由があるかどうかが問題となる。メタ分析によれば、親孝行の価値観は現代の産業時代にはもはや通用せず、年齢差別は日本を含む東アジアと非英語圏のヨーロッパで最も高い。

## 概要
「エージズム」は、1969年、アメリカの医師で老年医学者、ロバート・バトラーが初めて使用した。バトラーは、これを高齢であるという理由で高齢者をステレオタイプ化し、差別するプロセスと定義した。
WHOは2021年、エイジズムにかんするグローバルレポートで、年齢を理由にした固定観念、偏見、差別と説明した。
報告書によれば、エイジズムには、制度的なもの、対人的なもの、自らに起因するもの、があると3分類し、制度的なものは、年齢を理由に不当に機会を制限し、組織的に不利益を与える法律、規則、社会規範などをさし、定年制度や中途採用の際の年齢制限がこれにあたり、対人的なものは、2人以上の個人間で生じるものとし、年齢や年をとることについての冗談や、医療従事者らによる高齢者への虐待など、自らに起因するものは、自分自身にむけて生じるもので、もう年だからと自ら行動を制限し、自尊感情が低くなることなどである。

## 運転関連
運転免許の年齢制限など、差別を受けたと感じるとストレス源となり、自信を失う原因になる。

## 雇用
- アメリカでは1967年に法制化された雇用における年齢差別禁止法 (ADEA) によって、40歳以上に対する年齢差別が厳しく規制されている。面接において年齢をきくことは違法とされる可能性があるため、履歴書への生年月日や年齢の記載も、顔写真添付も不要であることが多い[5]。
- カナダでは、1970年代までにすべての州で年齢差別禁止法制が立法化されている[6]。
- EUでは2006年末、すべての加盟国が年齢差別を禁止する法律を制定した。

- 日本では2007年に改正された雇用対策法10条で「事業主は、労働者がその有する能力を有効に発揮するために必要であると認められるときとして厚生労働省令で定めるときは、労働者の募集及び採用について、厚生労働省令で定めるところにより、その年齢にかかわりなく均等な機会を与えなければならない」との条文が規定され（改正前までは努力義務）、新たな規制が行われるようになった[7]。ただし、これは求人票に年齢制限を記載することが禁止されただけであり、実際の企業では依然として年齢を基準とした採用の差別が行われている[7]。

### 日本での年齢制限訴訟と合憲判決
2004-2005年にかけて、「国家公務員採用試験の年齢制限の是非を問う訴訟」が起こされた。全審級において原告が敗訴し、年齢制限は存続することになった。
- 2004年6月18日、平成15年（行ウ）第547号「国家公務員採用III種試験受験資格確認等請求事件」の一審判決。
- 2004年9月28日、平成16年（行コ）第229号「国家公務員採用III種試験受験資格確認等請求事件」の控訴審判決。
- 2005年4月19日、平成16年（行ツ）第330号 最高裁判決。

なお、控訴審において東京高裁は、「本件受験資格規定による年齢制限を設けることにより、受験すらできずに国家公務員への道が閉ざされる者が生じ、仮に受験が認められれば合格するであろう受験資格年齢超過の優資質者を排除してしまう反面、年齢制限を設けなければ合格しなかったであろう相対的劣資質者を採用する事態も生じ得ることは容易に推認することができる」としつつも、原告の全請求を退けている。

## 受験
- 京都大学医学部入試を受験した学生の面接点数が50点満点中0点であったことが、年齢差別ではないかとの見方が出ているが、担当者は否定しており真偽は不明である[8]。

## 例
人種差別では「黒人はみんな〜」「白人はみんな〜」性差別では「女はみんな〜」「男はみんな〜」という表現が使われるように、年齢差別でも「老人は保守主義だ」「若者はマナーが悪い」「若者のほうが老人より能力がある」といったステレオタイプが使用される。

## 文化
アメリカのような実力主義で先輩・後輩関係という文化の無い社会では相手の年齢を聞くことそのものが失礼とされる。